# Ptenomela schmidti
Ptenomela schmidti är en skalbaggsart som beskrevs av Soula 2002. Ptenomela schmidti ingår i släktet Ptenomela och familjen Rutelidae. Inga underarter finns listade i Catalogue of Life.